# Nagyjeszen
Nagyjeszen (szlovákul Horné Jaseno) Turócjeszen településrésze, korábban önálló falu Szlovákiában, a Zsolnai kerületben, a Turócszentmártoni járásban.

## Fekvése
Turócszentmártontól 8 km-re délkeletre fekszik, a mai Turócjeszen déli részét képezi.

## Története
Nagyjeszen, vagy másként Felsőjeszen területén már a hallstatt-korban is éltek emberek. Később a La Tène-kultúra népe élt itt és a régészeti leletek szerint a 10-11. században is állt itt település.
A 13. században nemességet kapott nagyjeszeni Jeszenszky család ősi fészke. Nagyjeszent 1274-ben „Jezen”, „Jescen” alakban említik először, amikor Mady fiai Mihály, Péter és István kapták adományként. Szent Margit tiszteletére szentelt templomát az 1332. évi pápai tizedjegyzék már említi. 1374-ben „Nagh Jezen”, 1443-ban „Nadyessen” néven írják. A Jeszenszky család birtoka, akik a 16. században a Révayakkal vitáztak a birtokon. 1563-ban I. Ferdinánd király megerősíti birtokában a Jeszenszky családot. Ekkor György és István birtokosok a községben úgy, hogy a falu alsó része Györgyé és utódaié, felső része pedig Istváné és utódaié lett. 1736-ban „Nagy Jeszen” alakban említik a korabeli források. 1785-ben 49 házában 308 lakos élt.
A 18. század végén Vályi András így ír róla: „JESZEN. Nagy, és Kis Jeszen, Jeszenova. Tót faluk Túrocz Várm. földes Ura Jeszenszky Uraság, lakosai katolikusok, fekszenek Neczpálhoz 3/4 mértföldnyire, Sz. Helenának filiája, IV. Bela alatt Terra Obusknak neveztetett. Földgye közép nemű, réttye kétszer kaszáltatik, legelője elég, almás, szilvás, és méhes kertyei vannak.”
1828-ban 50 háza és 316 lakosa volt. Lakói mezőgazdasággal, erdei munkákkal, szövéssel foglalkoztak. A faluban fűrésztelep működött.
Fényes Elek 1851-ben kiadott geográfiai szótárában így ír a faluról: „Jessen (Nagy), tót falu, Thurócz vmegyében, az elébbeni helység mellett; 41 kath., 265 evang., 10 zsidó lak., evang. anyatemplommal. Legelője jó; almás és szilvás kertjei, valamint méhtenyésztése is emlitést érdemel. F. u. többen. Ut. p. Thurócz-Zsámbokrét.”
1910-ben 388, túlnyomórészt szlovák lakosa volt. A trianoni diktátumig Turóc vármegye Turócszentmártoni járásához tartozott.
1974-ben egyesítették Kisjeszennel.

## Külső hivatkozások
- Nagyjeszen a térképen

## Lásd még
- Turócjeszen
- Kisjeszen